# Semiothisa albibrunnea
Semiothisa albibrunnea är en fjärilsart som beskrevs av W. Warren 1902. Semiothisa albibrunnea ingår i släktet Semiothisa och familjen mätare. Inga underarter finns listade i Catalogue of Life.